# Lumenia colocasiae
Lumenia colocasiae är en fjärilsart som beskrevs av Joannis 1929. Lumenia colocasiae ingår i släktet Lumenia och familjen Crambidae. Inga underarter finns listade i Catalogue of Life.